# Bob Maas
Adrianus Lambertus Joseph "Bob" Maas (Batavia, 18 de outubro de 1907 — Hilversum, 17 de dezembro de 1966) foi um velejador neerlandês, medalhista olímpico. Ele competiu nos Jogos Olímpicos de Verão de 1932 na classe Snowbird e conquistou a medalha de prata; nos Jogos Olímpicos de Verão de 1936, conseguiu o bronze na disputa da classe Star a bordo do BEM II com Willem de Vries Lentsch. Na edição anterior, nos Jogos de 1932, havia competido com seu irmão Jan Maas no Holland nesta mesma classe, mas finalizou em sexto lugar.
Durante os Jogos Olímpicos de Verão de 1948, Bob Maas também conquistou a medalha de bronze no Star. Desta vez com Eddy Stutterheim na tripulação. Sua última aparição olímpica foi em 1952 novamente com Stutterheim como tripulação. Aqui, eles terminaram em oitavo.